# Xyris thysanolepis
Xyris thysanolepis är en gräsväxtart som beskrevs av Bassett Maguire och Lyman Bradford Smith. Xyris thysanolepis ingår i släktet Xyris och familjen Xyridaceae.

## Underarter
Arten delas in i följande underarter:
- X. t. sipapoa
- X. t. thysanolepis